# Світле Озеро
Сві́тле О́зеро (рос. Светлое Озеро, марій. Светлое Озеро) — селище у складі Юринського району Марій Ел, Росія. Входить до складу Биковського сільського поселення.

## Населення
Населення — 2 особи (2010; 1 у 2002).
Національний склад (станом на 2002 рік):
- росіяни — 100 %